# واژگان واقعی برای دوران باستان و مسیحیت

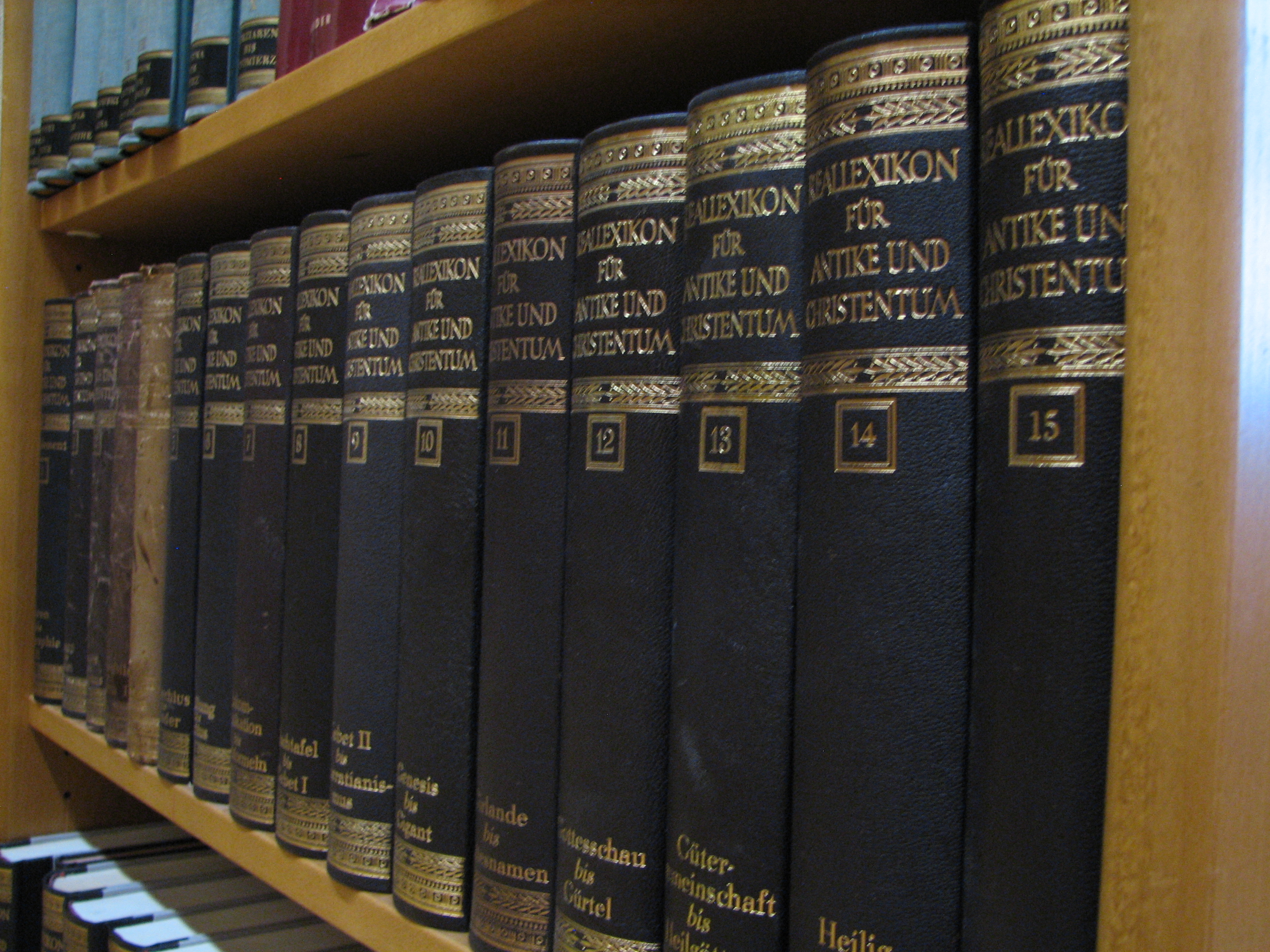
مجلدهای واژگان واقعی برای دوران باستان و مسیحیت

واژگان واقعی برای دوران باستان و مسیحیت (به آلمانی: Reallexikon für Antiquity and Christianity (RAC)) دایره‌المعارفی است که به تعامل بین مسیحیت اولیه و پاگانیسم و همچنین یهودیت باستان می‌پردازد. این کتاب به عنوان یک فرهنگ لغت غیر داستانی برای پرداختن به مسیحیت و جهان باستان در نظر گرفته شده‌است. این دایرةالمعارف توسط انتشارات آنتون هیرسیمان ورلاگ در آلمان منتشر شده‌است.

## تاریخچه
واژگان واقعی برای دوران باستان و مسیحیت در سال ۱۹۳۵ به ابتکار تئودور کلاوزر، هلموت کروزه و لاتینیست هلندی یان هندریک وازینک تأسیس شد که توانستند معلم خود فرانتز جوزف دولگر و هانس لیتزمان را به همکاری وادار کنند. رویکرد آنها بر اساس کار (مقدماتی) دولگر بود که از زمان دکترای خود در سال ۱۹۰۴ با موضوع «باستان و مسیحیت» سروکار داشت. از نظر روش‌شناسی، این در مورد یک مجموعه بین رشته‌ای از صلاحیت‌های ویژه موضوعات سنتی تاریخ باستان، تاریخ کلیسا، باستان‌شناسی کلاسیک، باستان‌شناسی مسیحی، زبان‌شناسی کلاسیک و پدرشناسی / پاترولوژی بود. در سال ۱۹۳۹ کلاوزر طرح خود را در کنگره باستان‌شناسی کلاسیک در برلین ارائه کرد. اکثر بازخوردها مثبت بود و بسیاری از دانشمندان مهم موافقت کردند که همکاری کنند. اولین تحویل در نهایت در سال ۱۹۴۱ ظاهر شد. به استثنای آخرین تحویل، جلد ۱ می‌تواند تا پایان جنگ جهانی دوم با وجود همه موانع تکمیل شود. با این حال، شروع جدید پس از پایان جنگ دشوار بود: دولگر و لیتزمن مرده بودند، کروزه به دلایل حرفه ای از حرفه آکادمیک خود دست کشید، وازینک، که خانواده اش در طول جنگ از آلمانی‌ها بسیار آسیب دیده بود، حمایت کرد. با ادامه RAC به عنوان یک شرکت آلمانی زبان که در مورد آن محتاط بود، کلاوزر مجبور شد وظایف مختلفی را در بازسازی صنعت علم در آلمان به عهده بگیرد. علاوه بر این، بسیاری از دست نوشته‌هایی که کلاوزر در آپارتمان خود در بن نگهداری می‌کرد، همراه با آپارتمان در یک حمله بمبی از بین رفتند. جلد اول تکمیل شده دایره المعارف تا سال ۱۹۵۰ تاریخ انتشار ندارد.
زمانی که کلاوزر متوجه شد که نمی‌تواند این پروژه را به تنهایی انجام دهد و آن را با موفقیت به پایان برساند، مؤسسه ای را راه‌اندازی کرد که قرار بود آن را به پایان برساند - «مؤسسه فرانتس جوزف دولگر». این مؤسسه که در دانشگاه بن قرار داشت و امروزه در آن گنجانده شده‌است، در ابتدا یک انجمن بود. علاوه بر این، یک هیئت تحریریه گسترده راه‌اندازی شد که شامل کلاوزر و یکی از بنیانگذاران وازینک، مورخ کلیسا برنهارد کوتینگ (یکی دیگر از دانشجویان دولگر)، محقق مذهبی کارستن کولپ و آلبرشت دیهله یونانی بود. جلد اول دوباره در سال ۱۹۵۰ منتشر شد.
وقتی مشخص شد که انجمن خصوصی نمی‌تواند در درازمدت حمایت مالی چنین شرکتی را تضمین کند، به یک انجمن حمایتی خالص تبدیل شد و کار علمی به آکادمی علوم و هنر نوردراین-وستفالن امروزی منتقل شد. از طرف آنها، واژگان واقعی برای دوران باستان و مسیحیت امروزه در «مؤسسه فرانتس جوزف دولگر» در حال پردازش است. این مؤسسه همچنین «موسسه تحقیقات در باستان متاخر» در دانشگاه بن است.